# 石川岩男
石川 岩男（いしかわ いわお、1955年11月10日 - 1983年3月29日）は、東京都葛飾区金町出身のオートバイ・ロードレースライダー。改名のため石川 岩夫の表記もある。1978年の全日本ロードレース選手権350ccクラスチャンピオン。

## 経歴
1977年ジュニア350ccクラスランキング2位。1978年エキスパートクラスに昇格し、同時に350ccクラスにヤマハTZ350を駆り全8戦優勝してチャンピオンに輝く。1979年は同クラス3位。1980年からは750ccクラスに転向し、ヤマハ・TZ500で参戦。同年はプライベイターとして渡欧もし、イギリスGPの350ccクラスにヤマハ・TZで参戦、グランプリレースを体感した。
1981年にスズキワークス入り。これはスズキのレース部門総監督の横内悦夫が、それまでスズキのマシン開発を担ってきた岩崎勝と河崎裕之の後任を育てるべく、ワークスマシン・RGΓの開発ライダーとして石川を抜擢したものだった。しかし石川は、ワークス入りによってこれまでのようにプライベイターとして世界グランプリを自由に目指すことができなくなるのではないかと危惧し、過去にGPをプライベイターとして転戦したキャリアを持つ先輩・根本健に相談した。結果、根本の後押しもありまずは2年契約で契約書にサインをし、スズキの『2輪設計部レーサーグループ』の所属となった。しかしスズキが採用していたフロント16インチのマシンに苦労し、「難しかったのは16インチだった。フロントホイールに16インチを履かせたマシンのセッティングに苦労した」と述べている。加えて、限られた時間の中でテストを繰り返す開発ライダーとしての役割が大きく、「レースでも『このセットでいく』って決められてしまうってことが悩みになった。それでレースをやらなければならない。」いままで自由にレースをしてきた石川にとってワークス入りは良いことだけではなかった。経済的基盤としてスズキにいれば年俸によって生活は支えられるが、開発テストライダーになるためにレースをしてきたわけではなく、'78年の全日本タイトル獲得後は世界GPに行くという思いがさらに強まっていた石川はプライベイト参戦であったとしても1983年から本格的なロードレース世界選手権参戦を開始するべきだと動き始める。スズキに自らが開発したワークスマシン・RGΓの貸与が可能か打診したが断られ、82年11月、スズキから離れることを表明した石川は、以後スズキワークス入り以前に共闘していたトガシエンジニアリングを拠点にした。年が明け、スズキからはワークスマシンは無理だが、市販レーサーRGB500が貸与されることになった。トガシエンジニアリングにRGB500が届くと富樫広樹が周郷メカと共にリヤサス周辺を石川の好みにするモデファイを中心としたマシンの参戦準備を始めたが、前年秋にワークスマシンの貸与を断り、石川のスズキ離脱に良い顔をしなかった横内監督から、ワークスマシンRGΓのパーツで市販RGBに使えるパーツがたくさん詰まった大きな箱が送られてきた。横内の石川を応援する気持ちだった。
この時代は、日本人がワークス体制でコンチネンタル・サーカスとも呼ばれたWGPに出場できる環境になく、プライベーターとして参戦することもヨーロッパでの実績が無い日本人としては稀であり、そうした背景の中でスズキの市販レーサーRGB500に乗ってのフランスGPからの挑戦であった。3月から石川はオランダ・アムステルダムに拠点（レンタルでクラフトショップの使用権利を取得）を構え、周郷弘貴メカと、タイム計測などチームヘルパーでもある新妻の3人チームでのプライベイター参戦で世界最高峰のWGP500ccクラス参戦を開始。しかし、参戦初戦だったフランスGPの練習走行中に不慮の事故に遭い他界した。
速さに加え、ウルトラマンを模したカラーリングのツナギやヘルメットを着用するなど、明るいキャラクターで多くのファンから愛されていた。WGPに参戦する時も「ちょっと新婚旅行に行ってくるわ」と新妻を携えてのコンチネンタルサーカス参戦であったが、3月29日、第2戦フランス・ル・マン・ブガッティサーキットの第2コーナーに減速して進入した石川のマシンに、後続のイタリア人ライダーロリス・レジアーニが超高速で追突、内臓破裂により帰らぬ人となった。彼の遺体は4月4日、1月19日に結婚したばかりの夫人と長年の名コンビであった周郷メカと共に帰国、6日に葬儀が行われた。
この1983年の世界グランプリは“キング”ケニー・ロバーツと“若き天才”フレディ・スペンサーがWGP史上に残る激しいチャンピオン争いを繰り広げ、片山敬済がランキング5位となった年であった。 また、日本国内においてはホンダのエースであり、NR500の唯一の勝利を挙げた木山賢悟が6月の鈴鹿200kmロードレース予選中事故死した年でもあった。

## 人物
グランプリを現地取材していたフォトグラファーの坪内隆直は、「彼の本質である繊細さを表に出さず、逆に隠すためにわざと滑稽にふるまっていた。周囲を楽しますことがとても好きな男だった。」と述べている。事故が起きた当日の朝に会話もしていた片山敬済は、棺の前で石川に捧げる詩を朗読しその死を悼んだ。
技術面では、石川のマシンモデファイを担当したトガシエンジニアリングの富樫広樹が「岩男は、79年に新型TZ350に乗り換えたが、79年式からリヤサスペンション特性が180度変わっていた。岩男はトラクションをかけて走るタイプだったから、マシンとの相性が悪くなってしまった。1980年から乗ったTZ500も、79年式の350と同様のマシンだった。排気量が大きくなればマシン特性は顕著に出るようになっていく。あいつの走りが衰えたわけじゃなく、そういう事情があって岩男は79年から結果を出せなかった。」と証言している。

## レース戦績

### 全日本ロードレース選手権
| 年     | チーム               | マシン          | 区分         | クラス | 1       | 2       | 3       | 4     | 5       | 6      | 7       | 8       | 9     | 10    | 順位 | ポイント |
| ------ | -------------------- | --------------- | ------------ | ------ | ------- | ------- | ------- | ----- | ------- | ------ | ------- | ------- | ----- | ----- | ---- | -------- |
| 1976年 | Team IVY             | ヤマハ・TZ250   | ノービス     | 250cc  |         | TSU 2   | SUZ     | SUZ   | TSU     | SUG    | SUZ     |         | TSU 3 | SUZ   | 6位  | 22       |
| 1977年 | Team IVY             | ヤマハ・TZ350   | ジュニア     | 350cc  | SUZ 2   | TSU 1   | SUZ     | TSU 1 |         | SUG    | SUZ 3   | SUZ     |       |       | 2位  | 52       |
| 1978年 | 大月レーシングチーム | ヤマハ・TZ350   | エキスパート | 350cc  | SUZ 1   | TSU 1   | SUZ 1   | SUZ 1 | TSU 1   | SUG 1  | SUZ 1   |         |       |       | 1位  | 63 (108) |
| 1979年 | Team IVY             | ヤマハ・TZ350   | 国際A級      | 350cc  | TSU 1   | SUZ 4   | TSU 1   | TSU   | SUZ 5   | SUG 2  | TSU     | SUZ Ret |       |       | 3位  | 56       |
| 1980年 | 個人参戦             | ヤマハ・TZ350   | 国際A級      | 350cc  | TSU     | SUZ     | SUG     | SUZ   | TSU     | SUZ    | TSU     | SUG 3   | TSU   | SUZ   | 15位 | 10       |
| 1980年 | 個人参戦             | ヤマハ・TZ500   | 国際A級      | 750cc  | TSU     | SUZ     | SUG     | SUZ   | TSU 1   | SUZ 2  | TSU     | SUG     | TSU   | SUZ 3 | 6位  | 25       |
| 1981年 | スズキ               | スズキ・RG-Γ500 | 国際A級      | 500cc  | SUZ Ret | SUZ     | SUG 3‡  | SUZ   |         | SUG -  | SUZ Ret |         |       |       | -    | -        |
| 1982年 | スズキ               | スズキ・RG-Γ500 | 国際A級      | 500cc  | SUZ 3‡  | TSU Inj | SUZ Ret | SUG   | SUZ Ret | TSU 2‡ | TSU     | SUG     | SUZ C |       | -    | -        |

- 1980年第5戦筑波の750ccクラスは750ccマシンの参戦数不足のためレース不成立・ポイント対象外。
- ‡1982年以前の全日本選手権ではレギュレーションによりメーカーワークスマシンはフォーミュラリブレ(改造自由/MFJ非公認車両)での参戦となり、選手権ポイント対象外。

### 鈴鹿8時間耐久オートバイレース
| 年     | 車番 | ペアライダー | チーム       | マシン | 予選順位 | 決勝順位 | 周回数 |
| ------ | ---- | ------------ | ------------ | ------ | -------- | -------- | ------ |
| 1979年 | 34   | 山田純       | モトライダー | ホンダ | 20       | 33位     | 155    |

### ロードレース世界選手権
| 年     | クラス | 車両   | 1   | 2       | 3   | 4   | 5   | 6   | 7   | 8      | 9      | 10  | 11  | 12  | 順位 | ポイント |
| ------ | ------ | ------ | --- | ------- | --- | --- | --- | --- | --- | ------ | ------ | --- | --- | --- | ---- | -------- |
| 1980年 | 350cc  | ヤマハ | ITA |         | FRA |     | NED |     |     | GBR 19 | CZE    | GER |     |     | NC   | 0        |
| 1982年 | 500cc  | スズキ | ARG | AUT     | FRA | ESP | NAC | HOL | BEL | YUG    | GBR 16 | SWE | SMA | GER | NC   | 0        |
| 1983年 | 500cc  | スズキ | RSA | FRA DNS | NAC | GER | ESP | AUT | YUG | HOL    | BEL    | GBR | SWE | SMA | NC   | 0        |